# 初戀幻燈機
《初戀幻燈機》（日語：はつこいげんとうき）是電視動畫《少女妖怪 石榴》的片尾曲收錄的單曲。於2010年11月24日由GloryHeaven發行。

## 概要
- 收錄了電視動畫『少女妖怪 石榴』的3首片尾曲。
- 主唱是劇中的西王母桃、薄螢、芳野葛利劎、雪洞、鬼灯、花桐丸龍的聲優中原麻衣、花澤香菜、日野聡、豊崎愛生、堀江由衣、梶裕貴的歌。
- CD的封面是由原作者・星野リリィ所畫的西王母桃、總角景、薄螢、芳野葛利劎的畫。

## 收錄曲
1. 初戀は柘榴色
歌：石榴（中原麻衣）、語：總角景（櫻井孝宏）
作詞：こだまさおり、作曲・編曲：橋本由香利
2. 二人静
歌：薄螢（花澤香菜）、芳野葛利劎（日野聡）
作詞：こだまさおり、作曲・編曲：橋本由香利
3. 純情マスカレイド
歌：雪洞（豊崎愛生）、鬼灯（堀江由衣）、花桐丸龍（梶裕貴）
作詞：こだまさおり、作曲・編曲：橋本由香利

## 解説
| 曲名             | 使用話數               |
| ---------------- | ---------------------- |
| 初戀は柘榴色     | 第一話、第三話、第七話 |
| 二人静           | 第四話、第六話         |
| 純情マスカレイド | 第二話、第五話         |

## 外部連結
- 初戀幻燈機（页面存档备份，存于）